# عباد بن زیاد
عباد بن زیاد (به عربی: ابوحرب، عبّاد بن زیاد بن ابیه)، از جمله امیران و کارگزاران معاویه بن ابوسفیان بود. معاویه در سال ۵۳ ه.ق او را به امارت سیستان گماشت و وی از آن‌جا به سرزمین سند حمله کرد. وی در دوران عبدالملک بن مروان در شام بود و سرانجام به سال ۱۰۰ قمری درگذشت.

## حکومت سیستان
عبیدالله‌ بن‌ ابى‌ بکره‌ در ۵۱ق وارد سیستان‌ شد و تا اندکى‌ بعد از مرگ‌ زیاد بن‌ ابیه‌ (۵۳ق) والى‌ آن‌ ایالت بود، سپس‌ معاویه‌ وی را از ولایت‌ سیستان‌ عزل‌ کرد و عباد بن‌ زیاد را به‌ جایش‌ گمارد و عباد نیز ۷ سال‌، یعنى‌ از ۵۴ تا ۶۱ق والى‌ سیستان‌ بود. 
عباد پس از باخبر شدن از انتصاب سلم بن زیاد به حکومت سیستان و خراسان توسط یزید بن معاویه در سال ۶۱ ق، بیت المال سیستان را بین غلامانش تقسیم میکند، و به همراه هزار نفر از غلامانش سیستان را در سال ۶۱ق ترک می‌کند.